# Жуков, Леонид Борисович
Леони́д Бори́сович Жу́ков (16 июня 1955, Москва) — русский поэт, критик, эссеист, издатель и общественный деятель. Член Союза писателей Москвы. Один из создателей и первый директор клуба «Поэзия» (1980-е гг.), один из основателей Союза Гуманитариев СССР и Всесоюзного гуманитарного фонда им. А. С. Пушкина (1989—1990).
Окончил биологический факультет и факультет журналистики МГУ. Работал ответственным секретарём газеты «Советский цирк». Участвовал в деятельности неофициальных литературных объединений. Как общественный деятель ярко проявил себя во второй половине 1980-х и начале 1990-х годов. Сумел добиться разрешения на открытие клуба «Поэзия», объединившего большую группу неофициальных московских поэтов, среди которых были Нина Искренко, Александр Ерёменко, Евгений Бунимович, Дмитрий Александрович Пригов, Лев Рубинштейн, Николай Байтов, Тимур Кибиров, Игорь Иртеньев и многие другие. Стал первым директором клуба. В 1987 г. организовал литературное объединение «Сретенский бульвар», а в 1988 г. хозрасчетный Творческий центр, непосредственно приступив к реализации идеи создания общественной организации, опирающейся на коммерческую структуру и, таким образом, независимой от государства. (Воплощение этой идеи можно наблюдать в наши дни на примере проекта «ОГИ».)

## Общественная значимость
Благодаря организационной и коммерческой деятельности Л. Б. Жукова стало возможным существование Всесоюзного гуманитарного фонда и газеты «Гуманитарный фонд», активная работа которых благотворно сказалась на обновлении литературной, художественной и музыкальной жизни в Москве и во всем СССР, на легитимизации и выходе к читателям и зрителям неофициальной культуры, на приобщении к современным литературе и искусству жителей многих городов России и стран СНГ.
В дальнейшем, в 1989-90 гг. Л. Б. Жуков — один из основателей и автор идеи создания Союза Гуманитариев СССР и Всесоюзного гуманитарного фонда им. А. С. Пушкина. Потом работал генеральным директором фонда (1990—1994), президентом писательского АО «Дом Ростовых»(1992—1993).
В настоящее время является председателем правления «Института по связям с общественностью», продвигает бизнес в сфере генеалогических услуг (поиск предков в архивах и составление фамильного древа), работает в области Public Relations и управленческого консультирования, эпизодически преподает PR на факультете журналистики МГУ, является аспирантом Института философии РАН, возглавляет программу «Российские династии».

## Творчество
Книги:
Фрагменты
[Стихи] / Леонид Жуков
39,[1] с. 20 см
М. Прометей 1990
Сказки без подсказки.
Сборник. — М.: Изд."Детская литература", 1981
/ «Про крючок», с.47; «Отчего опадают листья», с.48.
Литературное направление
Близок к левому крылу авторов клуба «Поэзия».